# Öratjärnarna (Ljusdals socken, Hälsingland, 689756-150393)
Öratjärnarna är en sjö i Ljusdals kommun i Hälsingland och ingår i Delångersåns huvudavrinningsområde.